# Station Lealholm
Lealholm is een spoorwegstation van National Rail in Lealholm, Scarborough in Engeland. Het station is eigendom van Network Rail en wordt beheerd door Northern Rail. Het station is geopend in 1865.